# Партизанска слава
Партизанска слава је популарни назив који се у користи у селима у Срему за прославе дана ослобођења или неког другог значајног датума из Народноослободилачког рата, од 1941. до 1945. године. Назив су добиле јер су становнике села подсећале на црквене сеоске славе.
Прославе дана ослобођења села или неког другог значјаног датума, везаног за село из времена НОР-а уведене су одмах по ослобођењу земље. На тим прославама мештани су одавали пошту палим борцима и жртвама фашизма. Централно место прославе су обично били споменици посвећени палим борцима, који су подизани у центру села. Првих година после рата, ове прославе су облежаване скромније, да би током шездесетих и седамдесетих година, прерасле у традиционалне манифестације, које су прослављане са веома богатим културно-уметничким програмима и спортским такмичењима, на које су позивани високи државни и партијски фунционери, који су били из села или околине. Међу најпозантијим гостима партизанских слава, тих година су били народни хероји - Јован Веселинов Жарко, који је током рата био секретар Окружног комитета КПЈ за Срем и један од организатора Народноослободилачког рата у Срему и генерал Марко Перичин Камењар, који је током рата био командант Прве војвођанске бригаде. Међу виђеније госте на партизанске славе позивани су и други познати Сремци - Стеван Дороњски, који је био из Крчедина; Никола Груловић, који је био из Бешке, Лука Мркшић, који је био из Новог Сланкамена, Бранко Пешић и Мирко Тепавац, који су били из Земуна, Сретен Ковачевић, који је био из Голубинаца и др.
Током деведесетих година, како се смањивао број живих бораца и учесника Народноослободилачког рата, тако се смањивао и обим прославе партизанских слава, а у неким селима су потпуно престале да се обележавају. Једно од најпозантијих сремских села, које и данас обележава партизанску славу је Војка, код Старе Пазове, где са ова манифестација данас зове „Партизанске војачке ватре“.

## Датуми
Списак датума на који су обележаване, а у многим селима се и данас обележавају партизанске славе:

### Земун
- Батајница - 23. октобар
- Угриновци - 14. август

### Инђија
- Крчедин - 22. јул

### Сремска Митровица
- Дивош — 17. септембар
- Лаћарак — 20. јул
- Мартинци — 22. август

### Стара Пазова
- Војка - 22. јул
- Голубинци — 16. јун
- Белегиш - 15. септембар

### Сурчин
- Бечмен - 11. октобар
- Бољевци - 7. септембар
- Добановци - 15. октобар
- Јаково - 7. август
- Петровчић - 27. октобар
- Прогар - 18. мај
- Сурчин - 25. август

### Пећинци
- Ашања - 3. септембар
- Огар — 6. август
- Сремски Михаљевци — 7. јун